# Villasandino
Villasandino – gmina w Hiszpanii, w prowincji Burgos, w Kastylii i León, o powierzchni 43,71 km². W 2011 roku gmina liczyła 213 mieszkańców.